# 春勇斎北雪
春勇斎 北雪（しゅんゆうさい ほくせつ、生没年不詳）とは、江戸時代の大坂の浮世絵師。

## 来歴
春梅斎北英の門人、大坂の人。春勇斎、北雪と号す。作に文政13年（1830年）の役者絵1枚が知られている。

## 作品
- 「佐々木丹右衛門・尾上芙雀」　大判錦絵　池田文庫所蔵　※文政13年5月 - 9月頃、大坂筑後芝居『敵討伊賀越実録』より。「新蕎麦の　風まぬかれた　こゝち哉　芙雀」の句、「春江斎門人　春勇斎北雪画」の落款あり